# قنات سرخ (سرتشهان)
قنات سرخ (بالفارسية: قنات سرخ) هي قرية تقع في إيران في قسم سرتشهان الريفي. يقدر عدد سكانها بـ 165 نسمة .